# Барам, Сёма
Сёма Бара́м (исп. Sioma Baram, настоящая фамилия Буберман; 1919, Кишинёв — 26 июля 1980, Форментера, Испания) — израильский и испанский художник.

## Биография
Родился в Кишинёве (в ту пору — в аннексированной Румынией Бессарабии) в семье Берки Овшиевича Бубермана (1889—1971), уроженца Рыбницы, и Ривки Шлёмовны Кацович (1902—1942); у отца была бакалейная лавка на улице Шмидта, 54. Учился в школе пластических искусств в Кишинёве, с 1939 года — в Тель-Авиве, в 1950 году — вместе с женой в парижской École du Louvre. В годы Второй мировой войны воевал в британской армии в Северной Африке.
Индивидуальные выставки проходили в Париже, Лондоне, Лозанне, Ивисе, Форментере, Токио, Тель-Авиве и других городах. В 1953 году поселился на Форментере, выставлялся в совместных экспозициях с женой — художницей Беллой Бризель (1929, Иерусалим — 1982, Форментера). Значительная часть творческого наследия тяготеет к абстракционизму. Занимался также гравюрой. В 1988 году в Сан-Франсиско-Хавьере была открыта постоянная галерея Беллы и Сёмы Барам («Galeria Bella & Sioma Baram»).
Опубликовал ряд работ по искусствоведению. В 1974 году вместе с женой снялся во французском телефильме «Le soleil de Palicorna».

## Галерея
- Иерусалимская серия (недоступная ссылка)
- Ранние работы
- Сёма Барам в ателье (фотопортрет Алена Камю)